# 郵便機

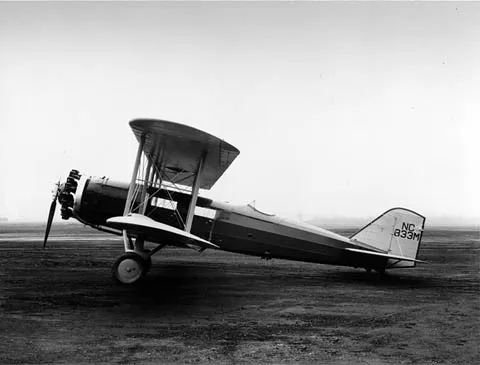
1920年代の郵便機ボーイング・モデル40

郵便機（ゆうびんき、mail plane）は、郵便物を運ぶために使用される航空機のことである。

## 沿革
郵便物輸送に特化した航空機が存在したのは戦間期のことである。初期の航空機は貨物輸送にはあまりにパワー不足であり、旅客輸送では、たとえ「エコノミー」クラスであっても運賃が大変高くついたので、民間航空機の主要な役割は、従来の手段を使うよりも速く郵便物を運ぶことであった。このため航空業務を管轄する行政機関が郵便を司る官庁となっていた国もある。日本では当初逓信省が所轄しており、パイロットの養成も逓信省の外局である航空機乗員養成所で行っていた。
一部の国では軍が代行していることもあり、1920年代のアメリカ合衆国では郵便機の一部はアメリカ陸軍航空隊によって運用されていた。
往時の郵便機は、胴体に特別な公式エンブレムを描いていた。イギリスで登録された郵便機の場合は、特別な「ロイヤル・エアメール・ペナント」（青い三角旗の中に黄色の王冠とラッパを描き、白文字で「ROYAL AIR MAIL」と記入したもの）とともに飛んでいた。
1940年代後半以降、航空機が大型化し、郵便物も大型の航空貨物と一緒に定期航空便で運ぶことが経済的となったため、純粋な郵便機は減少した。日本では1974年（昭和49年）ごろまでは運用されていた。
現代では貨物航空輸送会社（UPS、フェデックスなど）が貨物機に混載して空輸している。
2010年代にはマルチコプターなど小型無人航空機の発達により、過疎地へ郵便物など軽貨物を空輸する実験が行われている。